# Cmentarz żydowski w Andrychowie
Cmentarz żydowski w Andrychowie – kirkut w Andrychowie leżący przy ul. Żwirki i Wigury z pierwszej połowy XIX wieku. Zajmuje powierzchnię około 0,6 ha, na której zachowało się około 200 macew i ma dużą wartość zabytkową. Na jego terenie znajdują się ruiny domu przedpogrzebowego. Od 2003 jest własnością Gminy Wyznaniowej Żydowskiej w Bielsku-Białej.